# Frank Peschel
Frank Peschel (* 1974 in Pirna) ist ein deutscher Politiker (AfD). Er ist seit 2019 Mitglied des Sächsischen Landtags.

## Leben
Peschel studierte Wirtschaftswissenschaften an der Technischen Universität Dresden. Er ist Inhaber der Lausitzer Verlagsanstalt in Bautzen. Von 2007 bis 2011 war Peschel Mitglied der CDU; 2014 wurde er Mitglied der AfD. Seit 2018 ist er Pressereferent der AfD-Fraktion im Sächsischen Landtag. Peschel gewann am 1. September 2019 bei der Landtagswahl in Sachsen 2019 im Wahlkreis Bautzen 1 mit 38,2 Prozent das Direktmandat und ihm gelang dadurch der Einzug als Abgeordneter in den Sächsischen Landtag. Peschel wohnt in Bautzen, ist verheiratet und hat zwei Kinder.
Der Landtagsabgeordnete ist in folgenden Ausschüssen:
- Mitglied Ausschuss für Schule und Bildung[3]
- Mitglied Ausschuss für Wirtschaft, Arbeit und Verkehr[3]
- Mitglied Petitionsausschuss[3]

Frank Peschel ist seit 2020 Mitglied im Anstaltsbeirat der JVA Bautzen, Mitglied im Begleitausschuss „Partnerschaft für Demokratie“ in Bautzen, stellvertretendes Mitglied im Parlamentarischen Beirat für die Stiftung für das sorbische Volk sowie im Aufsitzsrat der BWB.
Am 26. März 2022 wurde Frank Peschel auf dem AfD-Kreisparteitag zum Landratskandidaten für den Landkreis Bautzen nominiert und zum Kreisvorsitzenden gewählt. Am 12. Juni 2022 fanden die Landratswahlen in Sachsen in neun von zehn Landkreisen statt. Im ersten Wahlgang erhielt Peschel 32.284 Stimmen. Das waren 28 Prozent. Im ersten Wahlgang erreichte im Landkreis Bautzen kein Kandidat die absolute Mehrheit, daher fand ein zweiter Wahlgang am 3. Juli 2022 statt. Frank Peschel erhielt dabei 27 Prozent. Udo Witschas wurde mit relativer Mehrheit (43,5 Prozent) zum Landrat gewählt.
Frank Peschel erzielte bei der Landtagswahl 2024 im Wahlkreis Bautzen 1 mit 49,1 Prozent das sachsenweit beste Ergebnis für die AfD, und zog erneut über das Direktmandat in den Landtag ein.

## Öffentliche Wahrnehmung und Kritik
In den Fokus bundesweit erscheinender Medien geriet Frank Peschel mit einer fingierten Inseratenaktion gegen die einrichtungsbezogene Impfpflicht im Anzeigenblatt Oberlausitzer Kurier. Das Online-Portal „BautzenerBote.de“, welches Peschel als Verlagsinhaber der Lausitzer Verlagsanstalt publiziert, veröffentlichte dazu einen redaktionellen Artikel. Die mehr als 100 abgedruckten Stellengesuche vorgeblich ungeimpfter Personen aus dem Gesundheitsbereich mit falschen Telefonnummern und Kontaktadressen erschienen im Inserateteil des Anzeigenblatt „Oberlausitzer Kurier“. Im BautzenerBote.de erschien ein Artikel gegen die einrichtungsbezogene Impfpflicht.
Im Sommer 2022 sprach sich Frank Peschel gegen die erneute Nutzung des Spreehotels in Bautzen als Flüchtlingsunterkunft aus. Zudem kritisierte er die Mittelverwendung der Kohlegelder im Oberlausitzer Strukturwandelprozeß zugunsten der Stadt Görlitz gegenüber von Bautzen.